# Joel Löw
Joel Löw, född 17 november 1986, är en svensk före detta fotbollsspelare som under största delen av sin karriär spelade för IFK Värnamo.
I mars 2016 värvades Löw av IF Brommapojkarna. Efter säsongen 2016 avslutade han sin fotbollskarriär.